# 卡拉保保足球會
卡拉保保足球會（Carabobo FC）是委內瑞拉的一支足球會，現於委超作賽。球隊於1964年成立，主場為迪加度球場，能容納超過一萬人。